# Celestin (priimek)
Pogostost priimka Celestin je bila po podatkih Statističnega urada Republike Slovenije na dan 1. januarja 2010 manjša kot 5 oseb. 

## Znani nosilci priimka
- Fran Celestin (1843—1895), pisatelj